# André Deak
André Deak (São Paulo, 11 de março de 1978) é jornalista, professor e produtor multimídia brasileiro. Co-criador do projeto Arte Fora do Museu, trabalha com inovação de linguagens em diversas áreas.

## Vida e carreira
Jornalista formado pela Faculdade Cásper Líbero, é mestre pela USP na área Teoria da Comunicação, com o estudo "Novos jornalistas do Brasil: processos emergentes do jornalismo na internet". Trabalha desde 1999 com jornalismo independente, jornalismo experimental e novas narrativas. É professor na graduação da ESPM e foi docente na pós-graduação da Faap. Na ESPM dirige o Laboratório de Formatos Híbridos e foi pesquisador associado do Media Lab. Foi repórter freelancer para as revistas Rolling Stone, Carta Capital, Caros Amigos e outras, quando produziu reportagens internacionais. Foi co-organizador do livro Vozes da Democracia (2006), durante o período em que participou da ONG Intervozes. Viveu em Brasília, onde foi editor multimídia da Agência Brasil entre 2004 e 2007.
Ministrou cursos e palestras sobre jornalismo online e interfaces interativas (USP, UERJ, UFSC, PUC-SP, Unimep, Cásper Líbero Comunique-se, Diários Associados, Abraji, Editora Abril, entre outros). Junto com o jornalista Paulo Fehlauer foi autor em 2009 da primeira reportagem planejada e executada em hipermídia no Brasil: "Crônica de uma catástrofe ambiental", publicada na Revista Fórum.
Com Felipe Lavignatti é sócio desde 2009 da Liquid Media Lab, produtora e agência de comunicação digital para projetos de impacto social, criado plataformas white label de branded content. Representa no Brasil o Media Lab Estado Lateral. Em palestra na Semana do Jornalista de Porto Alegre de 2017, disse que seu principal interesse está na renovação das formas de comunicação:
"Isso abre diferentes possibilidades e negócios. E é sempre bom lembrar que o interesse público deve estar acima de qualquer discussão sobre como fazer jornalismo. [...] Tem gente fazendo evento como jornalismo e depois publicando como grande reportagem. Ou exposições multimídias, como foi o caso da realizada pelo Museu da Imagem e do Som de São Paulo sobre o David Bowie. Foi a melhor biografia que se podia fazer e gerou muito material jornalístico. É preciso pensar em diferentes formatos e na entrega final. Olhar para todas as outras possibilidades, além da produção de conteúdo".
Seus trabalhos incluem mais de 40 mapeamentos, entre eles o produto transmídia Mapas Afetivos e o projeto Arte Fora do Museu, um site de mapeamento de obras de arte em espaços públicos, incluindo grafites, esculturas, murais e arquitetura, que teve o apoio da Bolsa Funarte de Reflexão Crítica e Produção Cultural para Internet; projetos para a Secretaria Nacional de Direitos Humanos (Memórias da Ditadura), o Ministério da Cultura (200 Arquiteturas do Brasil) e a Prefeitura de São Paulo (SP Cultura).
Seu webdocumentário Nação Palmares, sobre quilombolas, recebeu o Prêmio Vladimir Herzog em 2008. Ao recebê-lo, disse: "Esse é um prêmio de um trabalho realizado em equipe, não para uma pessoa só. É o reconhecimento de um trabalho realizado durante vários anos pela reestruturação de uma área multimídia, da interação com a televisão. [...] Foi o último trabalho que publiquei, na Agência Brasil, e ficamos muito felizes porque é um trabalho bem feito, de apuração complexa e resultado de uma briga pela 'deschapabranquização' [deixar de veicular apenas notícias sobre o governo e favoráveis a ele] do noticiário, que antes era muito mais estatal e passou a ser visto muito mais como público". Segundo Morillo Carvalho, Deak "orgulha-se de ter participado da mudança do conceito de jornalismo na agência, que, na última gestão da Radiobrás (incorporada à Empresa Brasil de Comunicação em junho deste ano), passou a dar espaço à sociedade civil no noticiário".
Foi um dos fundadores da Casa da Cultura Digital em São Paulo, que congrega artistas, designers, fotógrafos, hackers, jornalistas e videomakers, e que já participou de vários projetos, como o Street Art Project do Google e o Projeto da Cultura Inglesa, dos quais foi curador. Em 2015 lançou o projeto Laboratório da Cidade, do qual é coordenador, um mapeamento de iniciativas para cidades melhores e mais humanas, com cerca de 40 outros projetos associados em São Paulo, Rio de Janeiro, Belém, Goiânia, Porto Alegre, Bogotá e Buenos Aires.

## Prêmios e reconhecimento
- Prêmio Vladimir Herzog de 2008, categoria internet.[11]
- Um dos escolhidos na 1ª etapa do Prêmio Virada Sustentável em 2014, que distingue ações de impacto positivo na cidade de São Paulo.[12]
- Bolsa Funarte de Reflexão Crítica e Produção Cultural para Internet.[7]
- Indicado em 2012 ao Best Blog Awards, da Deutsche Welle.[1]
- Membro em 2015 da Comissão Curadora do Prêmio Jovem Jornalista Fernando Pacheco Jordão, oferecido pelo Instituto Vladimir Herzog.[13]
- Um dos jurados em 2012 do Prêmio de Jornalismo, que comemorou os 40 anos dos Cursos de Comunicação da Unisinos.[14]
- Curador do Google Street Art Projet 2013.[1]
- Curador do Festival Cultura Inglesa Cultura de Rua.[1]
- Convidado pelo X Media Lab para keynote e consultoria na Suíça sobre projetos transmídia.[1]